# Jakob Wassermann

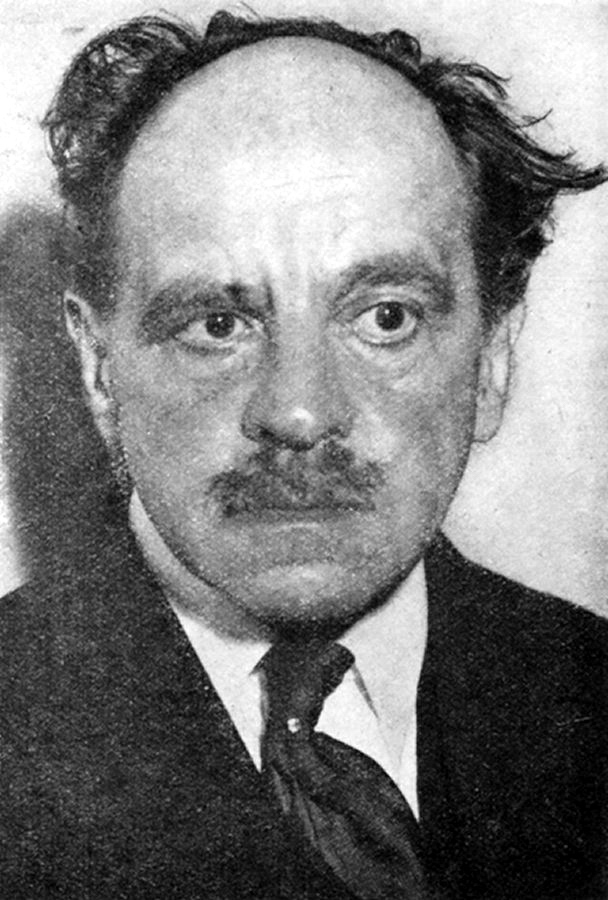
Jakob Wassermann

Jakob Wassermann (Hebreeuws: יעקב וסרמן) (Fürth, 10 maart 1873 – Altaussee, 1 januari 1934) was een Duits schrijver.

## Biografie
Winkelierszoon Wassermann verloor zijn moeder op jonge leeftijd. Hij toonde al vroeg interesse voor literatuur en publiceerde diverse stukken in kleine kranten. Omdat zijn vader terughoudend was in het ondersteunen van zijn literaire ambities, begon hij aan een kortstondige loopbaan als zakenman in Wenen. 
Hij voltooide zijn militaire dienst in Neurenberg. Daarna verbleef hij in Zuid-Duitsland en in Zwitserland. In 1894 verhuisde hij naar München. Hier werkte hij als secretaris en later als redacteur bij de krant Simplicissimus. Rond deze tijd maakte hij ook kennis met de schrijvers Rainer Maria Rilke, Hugo von Hofmannsthal en Thomas Mann. Vanaf 1898 was hij theatercriticus in Wenen.
In 1896 bracht hij zijn eerste roman, Melusine. Interessant is, dat zijn achternaam Wassermann in het Duits waterman betekent, en een Melusine (of Melusina) een figuur van de Europese legendes en folklore is, een vrouwelijke geest van het zoete water in heilige bronnen en rivieren.
In 1901 trouwde hij met Julie Speyer, van wie hij in 1915 scheidde. Drie jaar later trouwde hij opnieuw met Marta Karlweis. Vanaf 1906 woonde hij afwisselend in Wenen en in Altaussee in Stiermarken, waar hij in 1934 na een ernstige ziekte overleed.

## Werk
Wassermanns werk omvat poëzie, essays, romans en korte verhalen. Zijn belangrijkste werken zijn de roman Der Fall Maurizius (1928) en de autobiografie Mein weg als Deutscher und Jude (1921).
In 1926 werd hij gekozen in de Pruisische Academie van Beeldende Kunsten. In verband met de Duitse verordeningen inzake Joodse burgers trad hij af in 1933. In hetzelfde jaar werden zijn boeken verboden in Duitsland. 

## Bibliografie

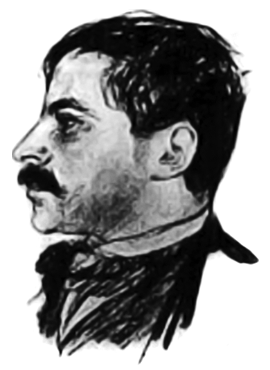
Jakob Wassermann
(tekening uit 1899 door Emil Orlik)